# Madonna col Bambino e una figura maschile
La Madonna col Bambino e una figura maschile è un dipinto a olio su tavola (61x47 cm) di Bramantino, databile al 1503-1504 circa e conservato nella Pinacoteca di Brera a Milano.

## Storia
Non si conosce la provenienza originale dell'opera, che arrivò a Brera nel 1896 dalla collezione del cardinale Cesare Monti, lasciata nel 1650 all'Arcivescovado di Milano.

## Descrizione e stile
Nata evidentemente per la devozione privata, la tavola mostra una Sacra Famiglia sullo sfondo di architetture classiche dai volumi puri, popolate da altre figurette. La figura di Giuseppe, come hanno confermato le radiografie, venne ridipinta inserendo un vero e proprio ritratto, che è stato da alcuni accostato a quello che compare sul sarcofago di Gian Giacomo Trivulzio nella Cappella Trivulzio nella basilica di San Nazaro in Brolo, il più importante committente dell'artista. 
Come nelle migliori opere dell'artista spicca un gusto geometrizzante e amante delle grandi campiture di colore, come nel pesante e ampio manto di Maria, che nasconde il braccio sinistro della Vergine e copre il baule di legno decorato di foglie d'edera su cui il Bambino sta in piedi. Dolce è lo sguardo che la Vergine, coperta da turbante invece del tradizionale velo, rivolge al figlio, il quale si protende con le braccia verso di essa, con notevole naturalezza.